# Tephritis vespertina
Tephritis vespertina är en tvåvingeart som först beskrevs av Friedrich Hermann Loew 1844.  Tephritis vespertina ingår i släktet Tephritis och familjen borrflugor. Arten har ej påträffats i Sverige. Inga underarter finns listade i Catalogue of Life.